# Sucharit Sarkar
Sucharit Sarkar (Calcutá, 1983) é um professor associado da Universidade da Califórnia em Los Angeles.
Nas Olimpíadas Internacionais de Matemática em 2001 e 2002 recebeu respectivamente a medalha de ouro e prata.
Sarkar obteve um Ph.D. na Universidade de Princeton em 2009, orientado por Zoltán Szabó.
Foi palestrante convidado do Congresso Internacional de Matemáticos no Rio de Janeiro (2018).